# Singer 12
Der Singer 12 war ein Mittelklassewagen, den Singer von 1933 bis 1935 baute.
Der Wagen hatte einen Vierzylinder-Reihenmotor mit 1440 cm³ Hubraum (Bohrung × Hub = 69,5 mm × 95 mm). Der Motor hatte seitlich stehende Ventile und leistete 32 bhp (23,5 kW) bei 3600/min. Der Wagen hatte vorne und hinten je eine Starrachse, die an halbelliptischen Blattfedern aufgehängt war. Er erreichte eine Höchstgeschwindigkeit von 96 km/h.
Der Singer 12 war als Tourenwagen oder Limousine erhältlich.
1935 wurde der 12 ohne Nachfolger eingestellt.